# Мон Моди
Мон Моди (на френски Mont Maudit) е връх в Монбланския масив в Грайските Алпи, на границата между Италия и Франция. Неговата височина от 4465 м. го поставя на 11-о място в Алпите и на трето в масива. Името означава „прокълната планина“ - останка от някогашното название на цялата околност на Монблан, която е била наричана по този начин. Намира се на север от Монблан, на разстояние по-малко от 2 км. Двата върха са разделени от плитката седловина Бренва. Относителната височина е само 162 м (именно от Бренва).

## Алпинистки маршрути
Много алпинисти считат, че Мон Моди не е достатъчно предизвикателство, за да му посветят самостоятелно изкачване, защото върхът се намира на класическия маршрут за изкачване на Монблан, който започва от Егюи дю Миди и минава през Монблан дю Такюл. В действителност обаче югоизточната (италианската) стена е със сериозни технически трудности - най-вече известните „ледени балкони“, ръбове, цепнатини. От гледна точка на алпинизма тя предлага всичко, което може да се иска. Най-труден е ръбът Куфнер, защото е дълъг 1600 м. и преодоляването му отнема дни. Негов съперник е маршрутът Кретие. От североизток няма такава отвесна стена, а голям ледник. Известни са почти 40 траверса за изкачване - брой, който е сравним със самия Монблан.

## История на изкачването
За първи път върхът е покорен на 12 септември 1878 г. от англичаните Хенри Сеймор Кинг и Уилям Едуард Дейвидсън и двама швейцарски водачи. Това се случва като част от похода им към Монблан. От 2 до 4 юли 1887 г. Мориц фон Куфнер с други двама водачи изкачва върха по югоизточната стена, с което поставя началото на същинския алпинизъм. През 1901 г. на върха се озовават италианците Е. Канцио и Ф. Мондини.

## Трагедията от 2012 г.
На 12 юли 2012 г. сутринта лавина убива девет алпинисти от Великобритания, Германия, Швейцария и Испания на път към върха на Мон Моди. Други четирима в началото са обявени за изчезнали, но по-късно са открити живи. В разследването се включат както Високопланинската жандармерия от Шамони, така и италиански спасители.
На 25 юни 2019 г. е напът да се случи друго нещастие. Двама поляци падат 200 м. по ледника от северната страна и на косъм се спасяват от смъртта.